# Kotō-ryū
Kotō-ryū (虎倒流, litt. « l'école pour abattre le tigre ») est une école d'arts martiaux japonaise spécialisée dans le koppōjutsu (骨法術, « l'art des méthodes pour briser les os »). L'école a été fondée par Sakagami Tarō Kunishige (坂上太郎国重) pendant la période Muromachi (1392-1573) et émane de Gyokko-ryū (玉虎流, litt. « l'école du tigre de jade »). Le titre de sōke a été transmis à Masaaki Hatsumi (初見良昭, Hatsumi Masaaki) par Toshitsugu Takamatsu (高松寿嗣, Takamatsu Toshitsugu) (1889-1972).